# Leave No Trace
Pour plus de détails, voir Fiche technique et Distribution.
Leave No Trace, ou Sans laisser de trace au Québec, est un film dramatique américain coécrit et réalisé par Debra Granik, sorti en 2018. Il s’agit de l’adaptation du roman américain My Abandonment de Peter Rock (écrivain) (en) (2009). Le film raconte l'histoire d'un ancien militaire atteint d'un TSPT et de sa fille. Le titre du film est tiré du concept de "Leave No Trace".

## Synopsis
Will, un ancien combattant de la guerre en Irak souffrant de trouble de stress post-traumatique, vit avec sa fille de 13 ans, Tom, dans un parc public de Portland, dans l'Oregon. Ils vivent dans l'isolement, n'entrant occasionnellement dans la ville que pour acheter de la nourriture et du matériel. Will gagne son argent en vendant ses antalgiques à d’autres vétérans.
Mais ils sont arrêtés et placés dans des services sociaux. Ils aménagent une maison mais un matin, Will décide de partir. Tom suit à contrecœur...

## Fiche technique
- Titre français : Leave No Trace
- Titre québécois : Sans laisser de trace[1]
- Titre de travail : My Abandonment
- Réalisation : Debra Granik
- Scénario : Debra Granik et Anne Rosellini, d'après le roman My Abandonment de Peter Rock
- Direction artistique : Chad Keith
- Décors : Jonathan Guggenheim
- Costumes : Erin Aldridge Orr
- Photographie : Michael McDonough
- Montage : Jane Rizzo
- Musique : Dickon Hinchliffe
- Production : Anne Harrison, Linda Reisman et Anne Rosellini
- Sociétés de production : Bron Studios, First Look Media, Harrison Productions, Reisman Productions, Still Rolling Productions et Topic Studios
- Sociétés de distribution : Bleecker Street Media (États-Unis) ; Condor Distribution (France), Entract Films (Québec)
- Pays de production :  États-Unis
- Langue originale : anglais
- Format : couleur
- Genre : drame
- Durée : 109 minutes
- Dates de sortie :
  - États-Unis : 20 janvier 2018 (Festival du film de Sundance) ; 29 juin 2018 (sortie nationale)
  - France : 13 mai 2018 (Festival de Cannes) ; 19 septembre 2018 (sortie nationale)
  - Québec : 13 juillet 2018 (sortie limitée)
  - Belgique : 8 septembre 2018 (Festival du film d'Ostende)

## Distribution
- Thomasin McKenzie : Tom
- Ben Foster : Will
- Jeff Kober : M. Walter
- Isaiah Stone : Isaiah
- Dale Dickey : Dale
- Ayanna Berkshire : Dr Berkshire
- Dana Millican : Jean Bauer
- Michael J. Prosser : James
- Art Hickman : le chauffeur routier

## Accueil

### Festivals et sorties
Leave No Trace est sélectionné en hors compétition « Premieres » et présenté en avant-première mondiale le 20 janvier 2018 au Festival du film de Sundance, avant sa sortie limitée dès le 29 juin 2018 aux États-Unis. En France, il est également sélectionné dans la section « Quinzaine des réalisateurs » et présenté le 13 mai 2018 au Festival de Cannes, puis sortie dès le 19 septembre 2018. Au Québec, il sort le 13 juillet 2018 sous le titre français Sans laisser de trace. En Belgique, il est sélectionné et présenté le 8 septembre 2018 au Festival du film d'Ostende.

### Critique
En France, le site Allociné recense une moyenne des critiques presse de 3,7/5, et des critiques spectateurs à 4/5.
Pour Jean-Francois Lixon de Culturebox, Leave no Trace est « une odyssée père-fille touchante et puissante. ».
Pour Théo Ribeton des Inrockuptibles, « "Leave No Trace" est un film sur la soustraction non pas à la ville, ni au village, mais à la société dans son principe. En progressant lentement vers l’extrémité de cette logique, le film de Granik trouve un vrai point de vertige, en profondeur sous la robinsonnade indé habituelle. »

### Box-office
- France : 21 684 entrées[5]

## Distinctions

### Récompenses
- Festival du film indépendant de Boston 2018 : Grand prix du jury du meilleur film pour Debra Granik
- Festival du film de Heartland 2018 : Meilleur film pour Debra Granik

### Nominations et sélections
- Festival du film de Sundance 2018 : section hors compétition « Premieres ».
- Festival de Cannes 2018 : section « Quinzaine des réalisateurs ».
- Festival international du film de Karlovy Vary 2018 : section « Horizons ».
- Festival du cinéma américain de Deauville 2018 : section « La Compétition ».